# Aleksander Menhard
Aleksander Zygmunt Menhard, pseud. Paweł Trzyński (ur. 28 marca 1927 w Krakowie, zm. 8 września 2018 w Monachium) – polski dziennikarz związany z Rozgłośnią Polską Radia Wolna Europa. Żołnierz Armii Krajowej, powstaniec warszawski.

## Życiorys
Urodził się jako syn Juliana Zygmunta, majora Wojska Polskiego, i Aleksandry z domu Tarczyńskiej.
W czasie II wojny światowej był żołnierzem Armii Krajowej. W trakcie powstania warszawskiego (jako kapral pseud. Drut) walczył na Mokotowie. Został ranny i wywieziony do Niemiec. Przedostał się jednak do wojsk amerykańskich, a następnie wstąpił do Polskich Sił Zbrojnych. Po wojnie osiedlił się w Wielkiej Brytanii, kształcił się w Polish University College oraz w Szkole Nauk Politycznych i Społecznych (1948–1952) w Wielkiej Brytanii. W 1952 został pracownikiem Rozgłośni Polskiej Radia Wolna Europa w Monachium. Był autorem programu Każdy ma swoje hobby i współredaktorem Panoramy Dnia. Ze stacją tą pozostawał związany do czasu przejścia w 1989 na emeryturę. W międzyczasie w 1968 otrzymał obywatelstwo amerykańskie. Zajmował się także działalnością społeczną jako wiceprezes organizacji skupiającej kombatantów AK w RFN oraz organizator wystaw kulturalnych.
Autor książki Polskimi śladami w Monachium (1991), a także artykułów prasowych publikowanych m.in. w „Dzienniku Polskim” i „Poloniku Monachijskim”. Był członkiem Stowarzyszenia Pracowników, Współpracowników i Przyjaciół Rozgłośni Polskiej Radia Wolna Europa Imienia Jana Nowaka-Jeziorańskiego. W 2012 wziął udział w obchodach 60-lecia powstania RP RWE w Warszawie.
Jego żona Halina Menhard z domu Bielecka (1928–2010) od 1956 pracowała w Rozgłośni Polskiej RWE, m.in. jako sekretarka Jana Nowaka-Jeziorańskiego.
Pochowany na cmentarzu Nordfriedhof w Monachium.

## Odznaczenia
W 2012 prezydent Bronisław Komorowski, za wybitne zasługi dla niepodległości Rzeczypospolitej Polskiej, za wspieranie przemian demokratycznych w kraju, za rozwijanie polsko-niemieckiej współpracy oraz działalność polonijną, odznaczył go Krzyżem Komandorskim Orderu Odrodzenia Polski. Otrzymał także m.in. Krzyż Oficerski Orderu Odrodzenia Polski (1996). Nadano mu również odznaczenia wojskowe, tj. Krzyż Armii Krajowej, Warszawski Krzyż Powstańczy oraz dwukrotnie Krzyż Walecznych.